# Оскар (83-тя церемонія вручення)
83-тя церемонія вручення премії «Оскар» за заслуги в області кінематографа у 2010 році відбулася 27 лютого 2011 року в театрі «Кодак» у Лос-Анджелесі. Церемонію вели Джеймс Франко та Енн Гетевей. У США церемонію транслював телеканал ABC.
Номінанти у 24 категоріях були оголошені 25 січня 2011 року. Абсолютним лідером за кількістю номінацій став фільм «Промова короля» — 12 номінацій. На десять номінацій премії «Оскар» було номіновано фільм «Справжня мужність», по вісім номінацій отримали «Соціальна мережа» та «Початок».

## Хронологія подій
| Дата                      | Подія                                                                          |
| ------------------------- | ------------------------------------------------------------------------------ |
| Середа, 1 грудня 2010     | Офіційний перелік учасників                                                    |
| Понеділок, 27 грудня 2010 | Номінація списку кандидатів                                                    |
| П'ятниця, 14 січня 2011   | Закриття вибору кандидатів о 5:00 вечора за місцевим часом.                    |
| Вівторок, 25 січня 2011   | Оголошення номінантів о 5:38 ранку за місцевим часом в Театрі Семюеля Голдвіна |
| Середа, 2 лютого 2011     | Фінальний список кандидатів                                                    |
| Неділя, 7 лютого 2011     | Урочистий обід на честь номінантів на премію «Оскар»                           |
| Субота, 12 лютого 2011    | Премія за науково-технічні досягнення                                          |
| Вівторок, 22 лютого 2011  | Остаточне закриття вибору кандидатів о 5:00 вечора за місцевим часом.          |
| Неділя, 27 лютого 2011    | 83-тя церемонія вручення премії «Оскар»                                        |

## Фотогалерея

### Ведучі

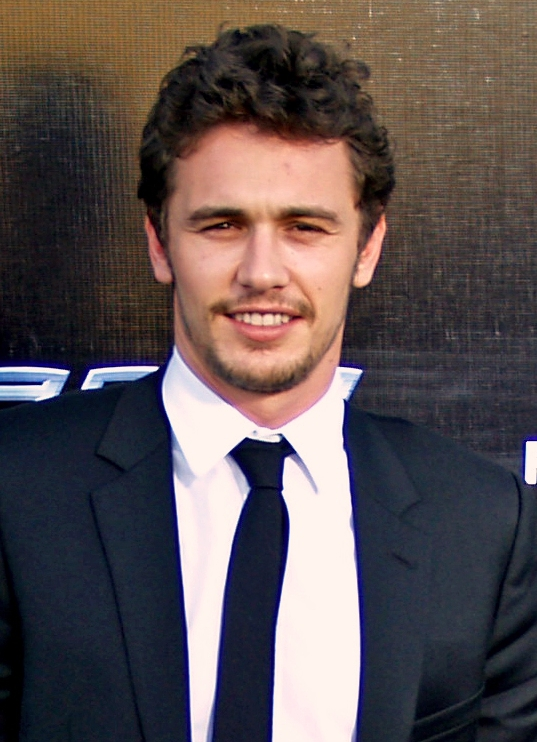
Джеймс Франко
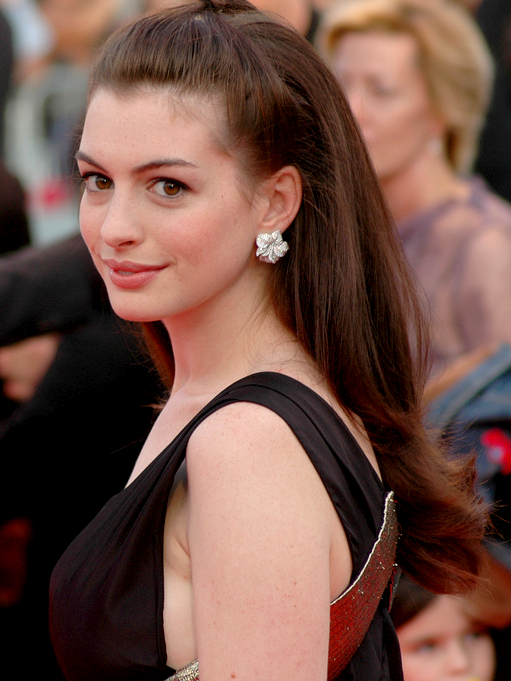
Енн Гетевей

## Список лауреатів та номінантів
Тут наведено повний список номінантів.

### Основні категорії
Переможці будуть виділені окремим кольором.
| Категорії                                                   | Фотографії лауреатів                                   | Переможці та номінанти              |
| ----------------------------------------------------------- | ------------------------------------------------------ | ----------------------------------- |
| Найкращий фільм Нагороду вручав                             |                                                        | • «Король говорить»                 |
| Найкращий фільм Нагороду вручав                             | • «Боєць»                                              |                                     |
| Найкращий фільм Нагороду вручав                             | • «Початок»                                            |                                     |
| Найкращий фільм Нагороду вручав                             | • «Діти в порядку»                                     |                                     |
| Найкращий фільм Нагороду вручав                             | • «Чорний лебідь»                                      |                                     |
| Найкращий фільм Нагороду вручав                             | • «127 годин»                                          |                                     |
| Найкращий фільм Нагороду вручав                             | • «Соціальна мережа»                                   |                                     |
| Найкращий фільм Нагороду вручав                             | • «Історія іграшок 3»                                  |                                     |
| Найкращий фільм Нагороду вручав                             | • «Залізна хватка»                                     |                                     |
| Найкращий фільм Нагороду вручав                             | • «Зимова кістка»                                      |                                     |
| Найкраща режисерська робота Нагороду вручала                |                                                        | • Том Гупер — «Король говорить»     |
| Найкраща режисерська робота Нагороду вручала                | • Девід О. Расселл — «Боєць»                           |                                     |
| Найкраща режисерська робота Нагороду вручала                | • Даррен Аронофскі — «Чорний лебідь»                   |                                     |
| Найкраща режисерська робота Нагороду вручала                | • Девід Фінчер — «Соціальна мережа»                    |                                     |
| Найкраща режисерська робота Нагороду вручала                | • Брати Коен — «Залізна хватка»                        |                                     |
| Найкраща чоловіча роль Нагороду вручала                     |                                                        | • Колін Ферт — «Король говорить»    |
| Найкраща чоловіча роль Нагороду вручала                     | • Джефф Бріджес — «Залізна хватка»                     |                                     |
| Найкраща чоловіча роль Нагороду вручала                     | • Джессі Айзенберг — «Соціальна мережа»                |                                     |
| Найкраща чоловіча роль Нагороду вручала                     | • Хав'єр Бардем — «Б'ютифул»                           |                                     |
| Найкраща чоловіча роль Нагороду вручала                     | • Джеймс Франко — «127 годин»                          |                                     |
| Найкраща жіноча роль Нагороду вручав                        |                                                        | • Наталі Портман — «Чорний лебідь»  |
| Найкраща жіноча роль Нагороду вручав                        | • Аннет Бенінг — «Діти в порядку»                      |                                     |
| Найкраща жіноча роль Нагороду вручав                        | • Ніколь Кідман — «Кроляча нора»                       |                                     |
| Найкраща жіноча роль Нагороду вручав                        | • Дженніфер Лоуренс — «Зимова кістка»                  |                                     |
| Найкраща жіноча роль Нагороду вручав                        | • Мішель Вільямс — «Блакитний Валентин»                |                                     |
| Найкраща чоловіча роль другого плану Нагороду вручала       |                                                        | • Крістіан Бейл — «Боєць»           |
| Найкраща чоловіча роль другого плану Нагороду вручала       | • Джон Говкс — «Зимова кістка»                         |                                     |
| Найкраща чоловіча роль другого плану Нагороду вручала       | • Джеремі Реннер — «Місто злодіїв»                     |                                     |
| Найкраща чоловіча роль другого плану Нагороду вручала       | • Марк Руффало — «Діти в порядку»                      |                                     |
| Найкраща чоловіча роль другого плану Нагороду вручала       | • Джеффрі Раш — «Король говорить»                      |                                     |
| Найкраща жіноча роль другого плану Нагороду вручав          |                                                        | • Мелісса Лео — «Боєць»             |
| Найкраща жіноча роль другого плану Нагороду вручав          | • Емі Адамс — «Боєць»                                  |                                     |
| Найкраща жіноча роль другого плану Нагороду вручав          | • Гелена Бонем Картер — «Король говорить»              |                                     |
| Найкраща жіноча роль другого плану Нагороду вручав          | • Гайлі Стейнфілд — «Залізна хватка»                   |                                     |
| Найкраща жіноча роль другого плану Нагороду вручав          | • Джекі Вівер — «За законами вовків»                   |                                     |
| Найкращий фільм іноземною мовою Нагороду вручали            |                                                        | • «Помста» (Данія)                  |
| Найкращий фільм іноземною мовою Нагороду вручали            | • «Б'ютифул» (Мексика)                                 |                                     |
| Найкращий фільм іноземною мовою Нагороду вручали            | • «Ікло» (Греція)                                      |                                     |
| Найкращий фільм іноземною мовою Нагороду вручали            | • «Пожежа» (Канада)                                    |                                     |
| Найкращий фільм іноземною мовою Нагороду вручали            | • «Поза законом» (Алжир)                               |                                     |
| Найкращий анімаційний повнометражний фільм Нагороду вручали |                                                        | • «Історія іграшок 3»               |
| Найкращий анімаційний повнометражний фільм Нагороду вручали | • «Як приборкати дракона»                              |                                     |
| Найкращий анімаційний повнометражний фільм Нагороду вручали | • «Ілюзіоніст»                                         |                                     |
| Найкращий адаптований сценарій Нагороду вручали             |                                                        | • «Соціальна мережа» — Аарон Соркін |
| Найкращий адаптований сценарій Нагороду вручали             | • «127 годин» — Денні Бойл та Саймон Бофой             |                                     |
| Найкращий адаптований сценарій Нагороду вручали             | • «Історія іграшок 3» — Крістофер Нолан                |                                     |
| Найкращий адаптований сценарій Нагороду вручали             | • «Залізна хватка» — Брати Коен                        |                                     |
| Найкращий адаптований сценарій Нагороду вручали             | • «Зимова кістка» — Дебра Гранік та Енн Роселліні      |                                     |
| Найкращий оригінальний сценарій Нагороду вручали            |                                                        | • «Король говорить» — Девід Сейдлер |
| Найкращий оригінальний сценарій Нагороду вручали            | • «Боєць» — Скот Сілвер, Пол Темесі та Ерік Джонсон    |                                     |
| Найкращий оригінальний сценарій Нагороду вручали            | • «Початок» — Крістофер Нолан                          |                                     |
| Найкращий оригінальний сценарій Нагороду вручали            | • «Діти в порядку» — Ліза Холоденко та Стюарт Блумберг |                                     |
| Найкращий оригінальний сценарій Нагороду вручали            | • «Ще один рік» — Майк Лі                              |                                     |

### Інші категорії
| Категорії                                                        | Переможці та номінанти                                                                            |
| ---------------------------------------------------------------- | ------------------------------------------------------------------------------------------------- |
| Найкраща музика до фільму Нагороду вручали                       | • «Соціальна мережа» — Трент Резнор і Аттікус Росс                                                |
| Найкраща музика до фільму Нагороду вручали                       | • «127 годин» — А. Р. Рахман                                                                      |
| Найкраща музика до фільму Нагороду вручали                       | • «Як приборкати дракона» — Джон Павелл                                                           |
| Найкраща музика до фільму Нагороду вручали                       | • «Початок» — Ганс Ціммер                                                                         |
| Найкраща музика до фільму Нагороду вручали                       | • «Король говорить» — Александр Депла                                                             |
| Найкраща пісня до фільму Нагороду вручали                        | • «We Belong Together» — «Історія іграшок 3»                                                      |
| Найкраща пісня до фільму Нагороду вручали                        | • «Coming Home» — «Сильна країна»                                                                 |
| Найкраща пісня до фільму Нагороду вручали                        | • «I See the Light» — «Заплутана історія»                                                         |
| Найкраща пісня до фільму Нагороду вручали                        | • «If I Rise» — «127 годин»                                                                       |
| Найкраща операторська робота Нагороду вручала                    | • «Початок» — Воллі Пфістер                                                                       |
| Найкраща операторська робота Нагороду вручала                    | • «Чорний лебідь» — Метью Лібатик                                                                 |
| Найкраща операторська робота Нагороду вручала                    | • «Король говорить» — Денні Коен                                                                  |
| Найкраща операторська робота Нагороду вручала                    | • «Соціальна мережа» — Джеф Кроненвет                                                             |
| Найкраща операторська робота Нагороду вручала                    | • «Залізна хватка» — Роджер Дікінс                                                                |
| Найкраща робота художника-постановника Нагороду вручала          | • «Аліса в Країні Чудес» — Роберт Стромберг і Карен О'Гара                                        |
| Найкраща робота художника-постановника Нагороду вручала          | • «Гаррі Поттер і Смертельні Реліквії» — Стюарт Крейг і Стефані Макмілан                          |
| Найкраща робота художника-постановника Нагороду вручала          | • «Початок» — Гай Хендрікс Діас, Ларрі Діас і Дуг Моват                                           |
| Найкраща робота художника-постановника Нагороду вручала          | • «Король говорить» — Ів Стюарт і Джуді Фарр                                                      |
| Найкраща робота художника-постановника Нагороду вручала          | • «Залізна хватка» — Джесс Гонкор і Ненсі Гай                                                     |
| Найкращий дизайн костюмів Нагороду вручали                       | • «Аліса в Країні Чудес» — Коллен Етвуд                                                           |
| Найкращий дизайн костюмів Нагороду вручали                       | • «Я — любов» — Антонелла Каннороцці                                                              |
| Найкращий дизайн костюмів Нагороду вручали                       | • «Король говорить» — Дженні Бівен                                                                |
| Найкращий дизайн костюмів Нагороду вручали                       | • «Буря» — Сенді Повел                                                                            |
| Найкращий дизайн костюмів Нагороду вручали                       | • «Залізна хватка» — Мері Зофрес                                                                  |
| Найкращий монтаж Нагороду вручав                                 | • «Соціальна мережа» — Агнус Вол і Кірк Бекстер                                                   |
| Найкращий монтаж Нагороду вручав                                 | • «127 годин» — Джон Гарріс                                                                       |
| Найкращий монтаж Нагороду вручав                                 | • «Чорний лебідь» — Ендрю Вейсблюм                                                                |
| Найкращий монтаж Нагороду вручав                                 | • «Боєць» — Памела Мартін                                                                         |
| Найкращий монтаж Нагороду вручав                                 | • «Король говорить» — Тарік Анвар                                                                 |
| Найкращий грим Нагороду вручав                                   | • «Людина-вовк» — Рік Бейкер і Дейв Елсі                                                          |
| Найкращий грим Нагороду вручав                                   | • «Версія Барні» — Адріен Морот                                                                   |
| Найкращий грим Нагороду вручав                                   | • «Зворотний шлях» — Едуард Ф. Енрікес, Грегорі Фанк та Іоланда Тоссінг                           |
| Найкращий звук Нагороду вручали                                  | • «Початок» — Лора Гіршберг, Гарі Ріццо і Ед Новік                                                |
| Найкращий звук Нагороду вручали                                  | • «Король говорить» — Пол Гемблін, Мартін Єнсен і Джон Мідглей                                    |
| Найкращий звук Нагороду вручали                                  | • «Солт» — Джеффрі Дж. Габуш, Грег П. Расселл, Скотт Міллан і Вільям Сарокін                      |
| Найкращий звук Нагороду вручали                                  | • «Соціальна мережа» — Рей Клайс, Девід Паркер, Майкл Семанік і Марк Вейнгартен                   |
| Найкращий звук Нагороду вручали                                  | • «Залізна хватка» — Скіп Лайвсей, Крейг Беркі, Грег Орлофф і Пітер Ф. Карленд                    |
| Найкращий звуковий монтаж Нагороду вручали                       | • «Початок» — Річард Кінг                                                                         |
| Найкращий звуковий монтаж Нагороду вручали                       | • «Історія іграшок 3» — Томас Маєрс і Майкл Сілверс                                               |
| Найкращий звуковий монтаж Нагороду вручали                       | • «Трон: Спадок» — Гвендолін Віттл і Едіссон Тіг                                                  |
| Найкращий звуковий монтаж Нагороду вручали                       | • «Залізна хватка» — Скіп Лівсей і Крейг Берклі                                                   |
| Найкращий звуковий монтаж Нагороду вручали                       | • «Некерований» — Марк Штокінгер                                                                  |
| Найкращі візуальні ефекти Нагороду вручали                       | • «Початок» — Пол Франклін, Кріс Корбулд, Ендрю Локлі і Пітер Бебб                                |
| Найкращі візуальні ефекти Нагороду вручали                       | • «Аліса в Країні Чудес» — Кен Релстон, Девід Шауб, Карі Віллегас і Сін Філліпс                   |
| Найкращі візуальні ефекти Нагороду вручали                       | • «Гаррі Поттер і Смертельні Реліквії» — Тім Бурк, Джон Річардсон, Крістіан Манц і Ніколас Айтаді |
| Найкращі візуальні ефекти Нагороду вручали                       | • «Потойбічне» — Майкл Овенс, Браян Гріл, Стефан Троянскі і Джо Фаррелл                           |
| Найкращі візуальні ефекти Нагороду вручали                       | • «Залізна людина 2» — Янек Свррс, Бен Снов, Гед Райт і Деніел Садік                              |
| Найкращий документальний повнометражний фільм Нагороду вручав    | • «Внутрішня справа» — Чарльз Фергюсон і Одрі Маррс                                               |
| Найкращий документальний повнометражний фільм Нагороду вручав    | • «Вихід через сувенірну крамницю» — Бенксі і Джеймі Д'круз                                       |
| Найкращий документальний повнометражний фільм Нагороду вручав    | • «Гасленд» — Джош Фокс і Тріш Адлесік                                                            |
| Найкращий документальний повнометражний фільм Нагороду вручав    | • «Рестрепо» — Тім Гетерінгтон і Себастьян Джангер                                                |
| Найкращий документальний повнометражний фільм Нагороду вручав    | • «Звалище» — Люсі Волкер і Ангус Ейнслі                                                          |
| Найкращий документальний короткометражний фільм Нагороду вручали | • «Чужих тут немає» — Карен Гудмен і Кірк Сімон                                                   |
| Найкращий документальний короткометражний фільм Нагороду вручали | • «Вбивство в ім'я» — Джед Ротстейн                                                               |
| Найкращий документальний короткометражний фільм Нагороду вручали | • «Дівчина з обгортки» — Сара Нессон                                                              |
| Найкращий документальний короткометражний фільм Нагороду вручали | • «Сонце, зійди» — Дженіфер Редферн і Тім Метцер                                                  |
| Найкращий документальний короткометражний фільм Нагороду вручали | • «Воїни Чигана» — Рубі Янг і Томас Леннон                                                        |
| Найкращий анімаційний короткометражний фільм Нагороду вручали    | • «Загублена річ» — Ендрю Руеман і Шон Тан                                                        |
| Найкращий анімаційний короткометражний фільм Нагороду вручали    | • «День і Ніч» — Тедді Ньютон                                                                     |
| Найкращий анімаційний короткометражний фільм Нагороду вручали    | • «Груффало» — Макс Ленг і Джекоб Шах                                                             |
| Найкращий анімаційний короткометражний фільм Нагороду вручали    | • «Давайте забруднювати» — Джифві Бодо                                                            |
| Найкращий анімаційний короткометражний фільм Нагороду вручали    | • «Мадагаскар, шляховий щоденник» — Бастін Дюбо                                                   |
| Найкращий ігровий короткометражний фільм Нагороду вручали        | • Бог любові — Люк Метені                                                                         |
| Найкращий ігровий короткометражний фільм Нагороду вручали        | • Визнання — Тенел Тум                                                                            |
| Найкращий ігровий короткометражний фільм Нагороду вручали        | • Зіткнення — Майкл Кріг                                                                          |
| Найкращий ігровий короткометражний фільм Нагороду вручали        | • Ти також — Іван Голдшмідт                                                                       |
| Найкращий ігровий короткометражний фільм Нагороду вручали        | • Бажання 143 — Ян Бернес                                                                         |